# Hypena fuliginosa
Hypena fuliginosa là một loài bướm đêm trong họ Erebidae.